# McKim Mitchell
McKim William Mitchell (sinh ngày 31 tháng 3 năm 1954) là một cựu chính khách người Mỹ, từng phục vụ tại Hạ viện New Hampshire từ năm 1998 đến 2004. Một thành viên của Đảng Dân chủ, ông đại diện cho Hạt Cheshire, và phục vụ trong Ủy ban Tài chính và Tư pháp Hạ viện.
Công khai đồng tính, ông từng là đồng chủ tịch của chương New Hampshire của đảng Dân chủ Stonewall. Khi Tòa án chung tranh luận về luật cấm năm 2004 cấm hôn nhân đồng giới ở New Hampshire, Mitchell đã nói chống lại luật pháp bằng cách kể về sự từ chối của cha mẹ và anh trai, người đã không mời ông đi nghỉ cùng gia đình với họ trong hơn 25 năm mặc dù sống trên cùng một con đường.
Trong cuộc bầu cử năm 2004, Mitchell đã tranh cử vào Thượng viện bang New Hampshire, chống lại Thomas R. Eaton đương nhiệm ở Quận 10 Thượng viện. Ông suýt thua cuộc bầu cử đó, và sau đó mở một doanh nghiệp cưa ở Chesterfield.